# Ned Bellamy

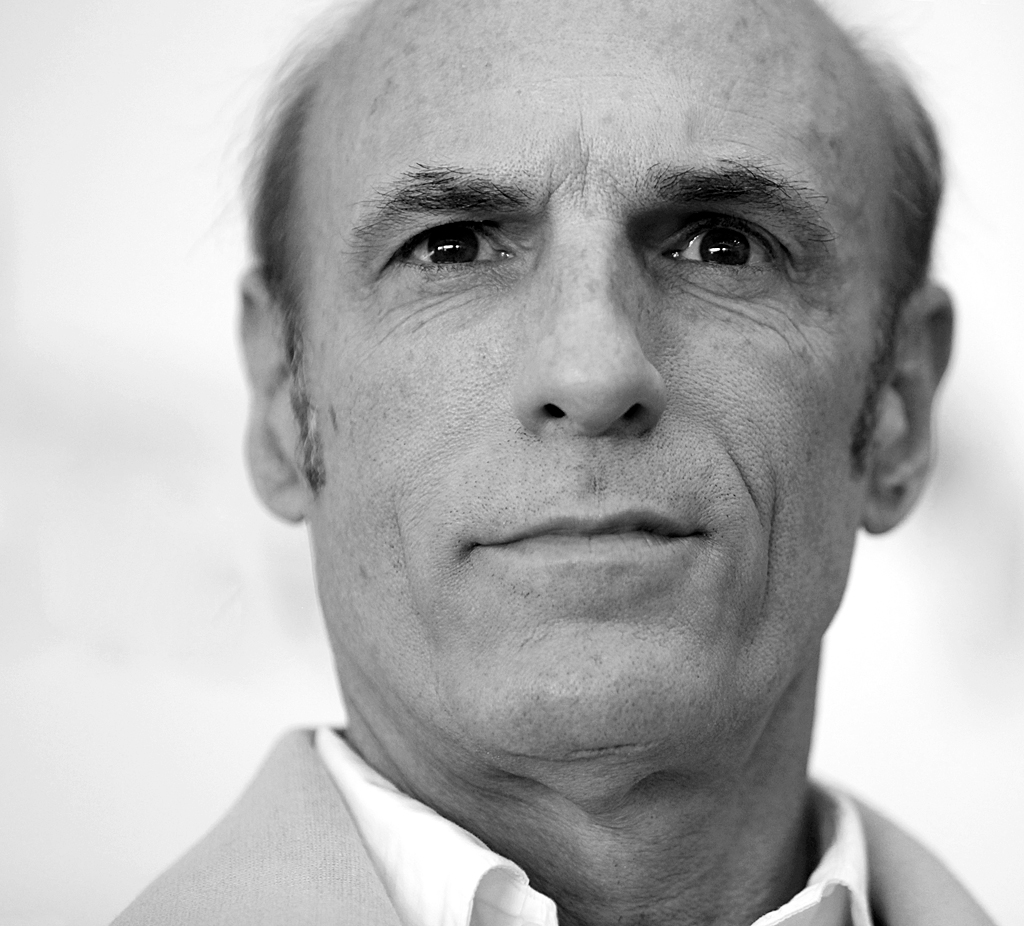
Ned Bellamy (2011)

Ned Bellamy (* 7. Mai 1957 in Dayton, Ohio) ist ein US-amerikanischer Schauspieler.

## Leben und Karriere
Bellamy wurde in Dayton, in Ohio geboren. Nachdem er seinen Abschluss an der University of California in Los Angeles absolviert hatte, gründete er neben Schauspieler Tim Robbins eine Theater-Gesellschaft mit dem Namen The Actors’ Gang.
Bellamy war unter anderem in einer Episode der Fernsehserie Seinfeld zu sehen. Er wirkte seit den frühen 1980er Jahren an mehr als 100 Film- und Fernsehproduktionen mit. Sein Bruder Mark Bellamy war 2003 bis 2006 Botschafter der Vereinigten Staaten für das Land Kenia.

## Filmografie (Auswahl)
- 1979: Die Waltons (Fernsehserie, 1 Episode)
- 1987: 21 Jump Street – Tatort Klassenzimmer (21 Jump Street, Fernsehserie, 1 Folge)
- 1990: Rauchende Colts: Der letzte Apache (Gunsmoke: The Last Apache)
- 1990: Fatal Charm
- 1992: In the Deep Woods
- 1992: Bob Roberts
- 1992: Universal Soldier
- 1992: House IV
- 1994: Cobb
- 1994: Ed Wood
- 1994: Die Verurteilten (The Shawshank Redemption)
- 1997: Con Air
- 1997: Dieser verflixte Kater (That Darn Cat)
- 1999: Being John Malkovich
- 1999: Das schwankende Schiff (Cradle Will Rock)
- 1999: Ein hoffnungsvoller Nachwuchskiller (Angel’s Dance)
- 2000: 3 Engel für Charlie (Charlie’s Angels)
- 2003: Das Urteil – Jeder ist käuflich (Runaway Jury)
- 2003, 2007: Scrubs – Die Anfänger (Scrubs, Fernsehserie, 2 Episoden)
- 2004: Saw
- 2005: Dogtown Boys (Lords of Dogtown)
- 2005: The Ice Harvest
- 2006: Kings of Rock – Tenacious D (Tenacious D and the Pick of Destiny)
- 2008: Twilight – Bis(s) zum Morgengrauen (Twilight)
- 2008: War Inc. – Sie bestellen Krieg: Wir liefern (War, Inc.)
- 2008–2009: Terminator: The Sarah Connor Chronicles (Fernsehserie, 3 Episoden)
- 2011: Crazy Eyes
- 2011–2013: Treme (Fernsehserie, 5 Episoden)
- 2012: The Paperboy
- 2012: Django Unchained
- 2012: Possession – Das Dunkle in dir (The Possession)
- 2013: Wish You Well
- 2013: Under the Dome (Fernsehserie, 4 Episoden)
- 2014: Criminal Minds (Fernsehserie, 1 Episode)
- 2014: Resurrection (Fernsehserie, 3 Episoden)
- 2016: Gotham (Fernsehserie, 1 Episode)
- 2017: Chicago P.D. (Fernsehserie, 1 Episode)
- 2022: Blond (Blonde)
- 2023: Family Switch